# Eurail

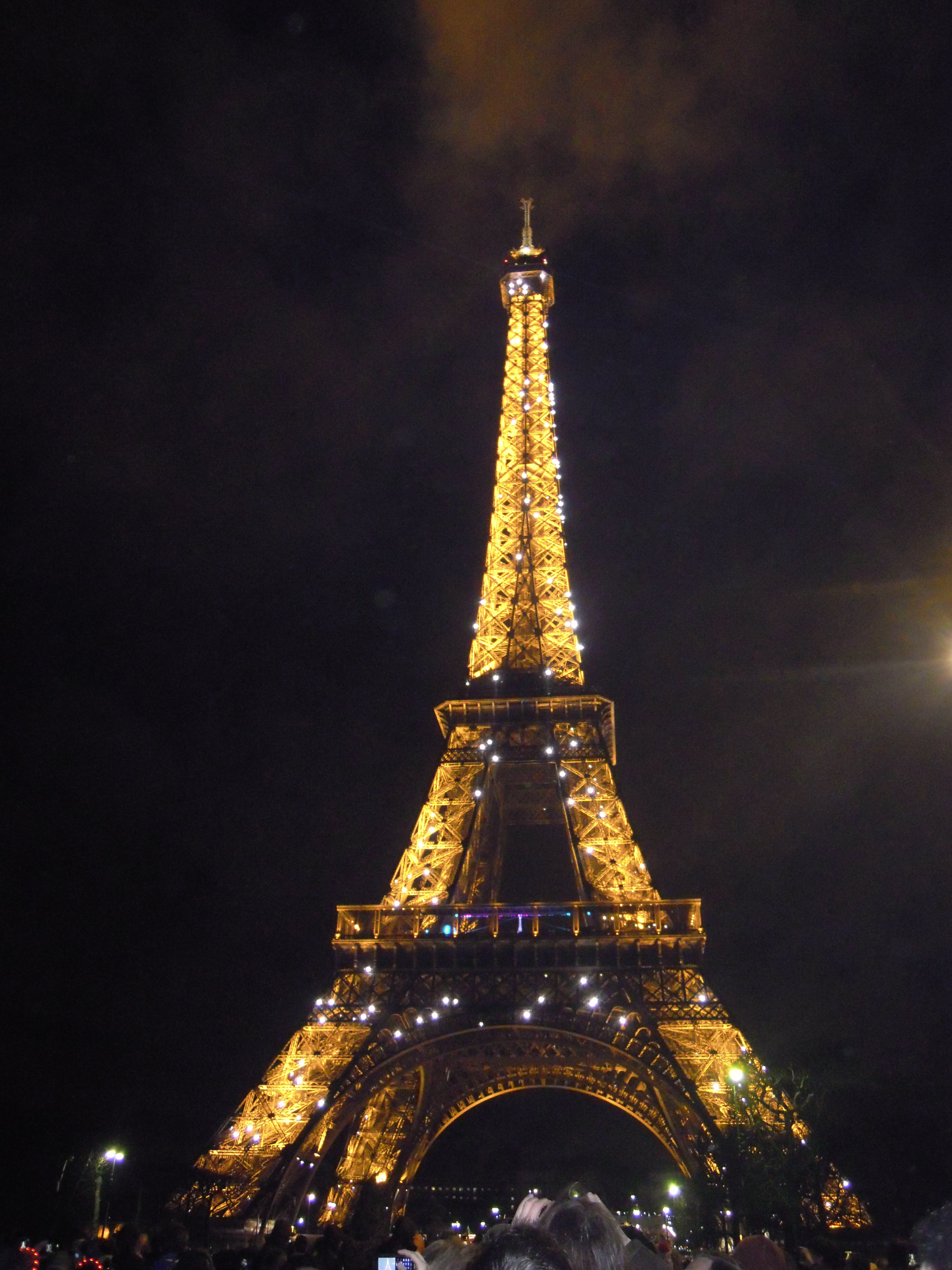
Torre Eiffel

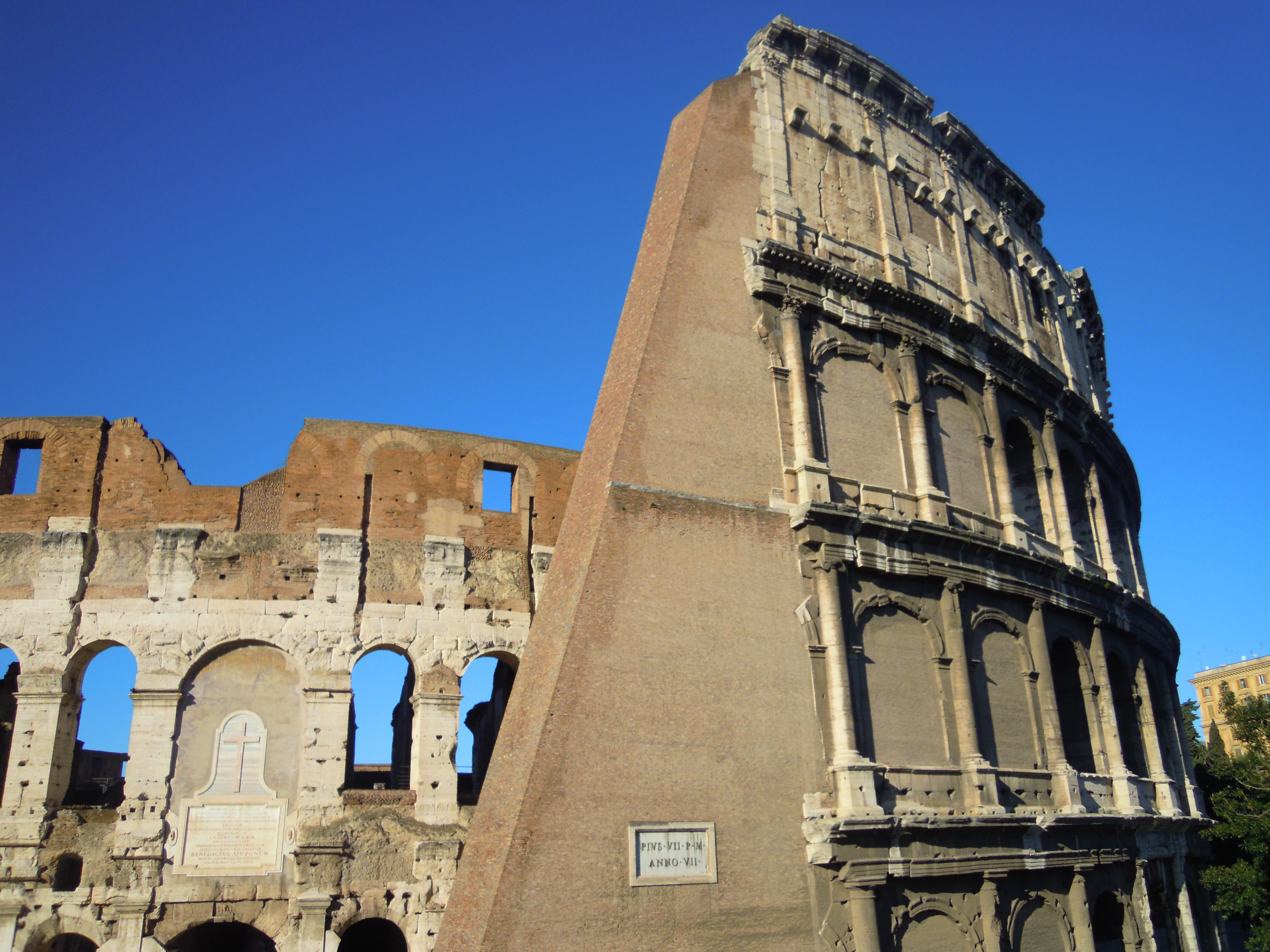
Coliseu Romano

O Eurail é um passe para viagens flexíveis em trem (comboio) através da Europa. O Eurail é similar ao conhecido bilhete Interrail, só que o Eurail é para pessoas não residentes na Europa enquanto que o Interrail é para residentes na Europa. Os preços são acessíveis para todo o tipo de público e têm diferentes modalidades. Não será necessário fazer filas para se registar nem comprar o bilhete para cada viagem que se realize. Pode-se comprar o seu bilhete nas estações de trens (comboios) de longa distância. Pode-se escolher que países visitar e quanto tempo se deseja viajar, existem diferentes tipos de passes Eurail segundo a sua disponibilidade e preferência.